# Pływanie na Letnich Igrzyskach Olimpijskich 1924 – 100 m stylem grzbietowym kobiet
Wyścig na 100 metrów stylem grzbietowym kobiet był jedną z konkurencji pływackich rozgrywanych podczas VII Letnich Igrzysk Olimpijskich w Paryżu. Wystartowało 10 zawodniczek z pięciu reprezentacji.
Pierwsza rywalizacja grzbiecistek na igrzyskach olimpijskich miała wyraźną faworytkę da zwycięstwa. Sybil Bauer przyjechała do Paryża jako rekordzistka świata. Dominowała zarówno w eliminacjach, jak i w finale, gdzie wyprzedziła srebrną medalistkę, Brytyjkę Phyllis Harding o ponad cztery sekundy. Kariera Amerykanki była krótka lecz bardzo intensywna. W 1922 roku pobiła o równe cztery sekundy męski rekord na 440 jardów stylem grzbietowym. Ustanowiła 23 rekordy świata, lecz nie mogła obronić tytułu olimpijskiego. W styczniu 1927 roku zmarła miesiąc po zdiagnozowaniu choroby nowotworowej.

## Rekordy
| Rekord świata     | 1:22,4 | Sybil Bauer | Miami (USA) | 6 stycznia 1924 |
| Rekord olimpijski | -      | -           | -           | -               |

## Wyniki

### Eliminacje
Dwie najszybsze zawodniczki z każdego wyścigu i najszybsza z trzeciego miejsca awansowały do finału.
Wyścig 1
| Miejsce | Zawodniczka       | Czas   | Uwagi |
| ------- | ----------------- | ------ | ----- |
| 1       | Sybil Bauer       | 1:24,0 | Q     |
| 2       | Phyllis Harding   | 1:29,4 | Q     |
| 3       | Florence Chambers | 1:32,0 | q     |
| 4       | Ellen King        | 1:38,2 |       |
| 5       | Lucienne Rouet    | 1:43,8 |       |

Wyścig 2
| Miejsce | Zawodniczka       | Czas   | Uwagi |
| ------- | ----------------- | ------ | ----- |
| 1       | Aileen Riggin     | 1:29,6 | Q     |
| 2       | Jarmila Müllerová | 1:37,0 | Q     |
| 3       | Helen Boyle       | 1:43,0 |       |
| 4       | Alice Stoffel     | 1:44,0 |       |
| 5       | Renée Brasseur    | 1:51,4 |       |

### Finał
| Miejsce | Zawodniczka       | Czas   |
| ------- | ----------------- | ------ |
| 1       | Sybil Bauer       | 1:23,2 |
| 2       | Phyllis Harding   | 1:27,4 |
| 3       | Aileen Riggin     | 1:28,2 |
| 4       | Florence Chambers | 1:30,8 |
| 5       | Jarmila Müllerová | 1:31,2 |